# Droog aardgas
Droog aardgas is aardgas dat gevormd wordt als bijproduct van de vorming van steenkool. Het ontstaat door ontgassingsreacties bij de diagenese van gesteente dat rijk is aan plantaardig organisch materiaal.
Droog aardgas verschilt van nat aardgas, dat door ontgassingsreacties in de resten van dierlijk plankton ontstaat. Het wordt "droog" genoemd omdat het afkomstig is uit de resten van op het land (op het droge) levende planten.

## Ontstaan en voorkomen in Nederland en België
Droog aardgas in de ondergrond van Nederland en België is meestal afkomstig uit het Carboon. Het Carboon was een periode waarin deze streken een groot bekken lag, dat bedekt was met moerassen. De grote hoeveelheden plantenresten die hier werden afgezet vormden dikke pakketten in de ondergrond, die in de loop der tijd inklonken en verhit raakten, waarbij aardgas vrijkwam. 
Aan het einde van het Carboon en in het Perm werd het klimaat veel droger. In dit klimaat werden vooral zandsteen en conglomeraat gevormd, die door het droge klimaat oxideerden en een typische rode kleur kregen (de zogenaamde red beds). Aan het einde van het Perm deed een warme, ondiepe zee zijn intrede. Door de verdamping van zeewater werden dikke pakketten evaporiet afgezet, die de Zechstein genoemd worden.
Het in de steenkoollagen van het Carboon gevormde aardgas bewoog zich omhoog door de ondergrond en meestal zal het ontsnapt zijn en in de atmosfeer terechtgekomen. Met name de Zechstein-evaporiet vormt op sommige plekken echter een ondoordringbaar afsluitingsgesteente, omdat evaporiet een heel lage porositeit heeft en het gas niet doorlaat. De poreuze Rotliegend-zandstenen vormen op die plekken een reservoir waaruit het gas gewonnen kan worden.
Op andere plekken kan aardgas onder andere afsluitingsgesteenten bewaard zijn, zoals onder de flanken van zoutdiapieren of kalksteenlagen.